# Henry Robertson Bowers
Henry Robertson Bowers, detto Birdy (Greenock, 29 luglio 1883 – Antartide, 29 marzo 1912), è stato un esploratore e navigatore scozzese.
Ha partecipato ad entrambe le spedizioni antartiche di Robert Falcon Scott.

## Biografia
Di famiglia scozzese, nasce nella città di Greenock il 29 luglio 1883. Rimasto orfano di padre nel 1886 è allevato dalla sola madre. Il giovane Bowers ha la sua prima esperienza di navigazione a bordo della nave mercantile Worcester. Imbarcato poi sulla Loch Torridon, effettua per cinque volte il giro del mondo. Forte delle capacità conseguite si arruola poi nel Royal Indian Marine Service dove assume il comando di una cannoniera fluviale utilizzata per il pattugliamento dell'Irrawaddy. Successivamente è impiegato nel golfo Persico a bordo della H.M.S. Fox.

### Spedizione Terra Nova
Nel 1910 Bowers è in Antartide con la spedizione Terra Nova. Scott, al comando della missione, inizialmente non prevede per Bowers l'arrivo al Polo sud e lo assegna al team di supporto, sotto il comando di Edward Evans, con il compito di accompagnare il gruppo di Scott nell'avvicinamento all'obiettivo. Il 4 gennaio 1912, quando Evans torna indietro, Bowers viene incluso al gruppo diretto al Polo.
Solo pochi giorni prima Scott aveva ordinato al gruppo di Evans di lasciare gli sci al deposito-rifugio, quindi Bowers è costretto a procedere a piedi. Inoltre la presenza di un quinto uomo costringe gli esploratori a condividere tenda e razioni concepiti per solo quattro persone. Alcuni credono che questa sia stata una decisione impulsiva di Scott che si è reso conto solo allora di aver bisogno di un esperto navigatore per confermare il raggiungimento del Polo sud e prevenire controversie come quelle che coinvolgevano Frederick Cook e Robert Edwin Peary su chi avesse raggiunto per primo il Polo nord. Altri, come l'esploratore antartico Ranulph Fiennes, ritengono invece come sotto una tale decisione possa esservi la volontà di incrementare la velocità della traversata, anche in un'ottica di ridurre il consumo di risorse.
Il 18 gennaio 1912 il gruppo di Scott arriva al Polo sud, dove è Bowers il primo a notare la bandiera norvegese, lasciata da Roald Amundsen poco meno di un mese prima. Il viaggio di ritorno diventa una lotta per la sopravvivenza. Il primo a cadere è Edgar Evans probabilmente anche a causa di lesioni cerebrali postume ad una caduta, poi è la volta di Lawrence "Titus" Oates, a causa di un congelamento ai piedi. Scott, Bowers ed Edward Adrian "Bill" Wilson continuano la marcia verso la costa, ma muoiono nella loro tenda a meno di 200 chilometri dal campo base e a poca distanza da un rifugio con provviste. I loro corpi vengono ritrovati durante una ricerca svolta nella primavera successiva e sepolti nel luogo del ritrovamento, sotto la neve.

### Carattere e soprannome
Bowers era basso e con una fisionomia tale che si guadagnò rapidamente il soprannome di Birdie (uccellino, in inglese) tra i compagni di spedizione. Era conosciuto per la sua gentilezza e competenza. Apsley Cherry-Garrard ricorda che "aveva capacità di lavoro prodigiose" e che "non c'era niente di nascosto in lui. Era sinceramente semplice e si prendeva cura del prossimo". Scott, nel suo diario dice di Bowers:
A lui sono dedicate le montagne Bowers, ed il ghiacciaio pedemontano Bowers, entrambi in Antartide.